# Shawn Spears
Ronnie William Arneill (St. Catharines, Ontario, 19 de febrero de 1981), famoso como Shawn Spears, es un luchador profesional canadiense. Ahora trabaja para la empresa estadounidense WWE, donde se presenta en la marca NXT. También es conocido por haber trabajado para la compañía All Elite Wrestling (AEW). 

## Primeros años
Nació en St. Catharines, Ontario. Era fanático del hockey, pero luego se decidió por la lucha libre, trasladándose a Cambridge para probar suerte en la lucha libre. En 2001, tomó la decisión de entrenar bajo la tutela del luchador de la Total Nonstop Action Wrestling Jeremy Fritz (Eric Young) en la escuela de entrenamiento Wrestleplex.

## Carrera

### Inicios (2002–2006)
Su primera lucha fue en marzo de 2002. Desde entonces, se presentó en las mayores empresas independientes de Ontario y los Estados Unidos, como la Neo Spirit Pro (NSP), Border City Wrestling (BCW), World Xtreme Wrestling (WXW), Empire State Wrestling (ESW), Canadian Independent Championship Wrestling (CIWA) y New Vision Pro (NVPW), Pure Wrestling Association (PWA), Great Canadian Wrestling (GCW), Adrenaline Live Wrestling (ALW), Blood, Sweat & Ears. En febrero de 2005, Ronnie peleó contra Rosey and The Hurricane en una edición de WWE Heat.
El 21 de enero de 2006, firmó un contrato de desarrollo con la World Wrestling Entertainment y fue enviado a la Ohio Valley Wrestling. Su última pelea fue en Ontario en la Great Canadian Wrestling el 11 de mayo de 2006 en un Triple Threat Match por el Campeonato Nacional de la GCW contra Michael Elgin y Shark Boy.

### World Wrestling Entertainment (2006–2009)

#### Territorios de desarrollo (2006–2008)
Spears hizo apariciones en WWE Heat luchando contra Rosey y The Hurricane (Gregory Helms) y Super Crazy
Arniell hizo su debut en Ohio Valley Wrestling como "La Sensación de Canadá" peleo contra Shawn Spears y recogió una victoria sobre el entonces de SmackDown! Superestrella Simon Dean (Mike Bucci).  A pesar de su victoria, Dean golpeó a Spears tras el partido.  Spears entonces fue salvado por Al Snow (Allen Sarven), que fue entonces golpear con una silla por Dean.  Desde su debut en OVW, Shawn Spears ya ha hecho un impacto por iniciar su carrera OVW con tres victorias y no pérdidas.  Sin embargo, Spears se le dio su primera pérdida por Aaron "The Idol" Stevens (Aaron Haddad) Stevens, cuando Spears hizo presente después de la aplicación de su nuevo Embrague Downer Finisher.  Después de esto, Spears formado un equipo con etiqueta Cody Rhodes (Cody Runnels), el hijo menor del legendario Dusty Rhodes (Virgil Runnels Jr), y con feuded El Throwbacks para el sur de OVW Tag Team Championships.  El 15 de diciembre de 2006, y de Spears Runnels ganó los títulos de la Throwbacks.
El 17 de marzo de 2007 Spears ganó el Campeonato de OVW Televisión de Boris
Alexiev.  Posteriormente, pasó a ser más centrada y codiciosos sobre los títulos del campeonato luego nada, incluso tratando de robar Runnels' OVW Heavyweight Championship título disparo.  Esta codicia empezó a pico después de que el equipo perdió la OVW Tag Team títulos, dejando solo Spears con su título OVW TV.  Él más tarde entregar un piledriver a su expareja, que le impida ganar la OVW Heavyweight Championship, lo que, finalmente, convertir talón.  Spears perdió la Televisión OVW Campeonato de Runnels el 6 de julio de 2007 y ganó de nuevo una semana más tarde.  Él, una vez más, perdió el título el 19 de septiembre a la debutando Manbeast, que ahora va bajo el nombre de Ted "El Trailer" McNailer.  Spears recuperó el título de la TV, solo para perder a Colt Cabana, quien luego de volver a ganar el Tag Team con los títulos.

#### ECW (2008–2009)
En el 19 de agosto edición de ECW, Spears hizo su debut en la televisión
como parte de la iniciativa de nuevos talentos de Theodore Long en un esfuerzo por perder Ricky Ortiz.  A continuación, fue derrotado el 20 de septiembre edición de Super Crazy, pero antes del partido hizo un promo que afirmando ser "la joya de la corona de la iniciativa talento".

### WWE (2013–2019)

#### NXT (2013–2017)
El 15 de septiembre de 2013, se informó que Spears había vuelto a firmar con WWE, y fue asignado a WWE NXT con el nombre Tye Dillinger. Debutó perdiendo contra Mojo Rawley. A principios de 2014, Dillinger formó un equipo con Jason Jordan. El equipo de Dillinger y Jordan obtuvo su primera victoria televisada en el episodio del 17 de abril de WWE NXT, derrotando Baron Corbin y Sawyer Fulton. En el episodio del 5 de junio de WWE NXT, Dillinger y Jordan derrotó a competidores locales. En el episodio del 7 de agosto de WWE NXT, Dillinger y Jordan perdieron en la primera ronda del torneo NXT Tag Team Championship después de enfrentar al equipo de Enzo y Cass. Desde entonces, Dillinger y Jordan aparecieron raramente juntos, con Dillinger sobre todo siendo utilizado como jobber. En el episodio del 25 de febrero de 2015 de WWE NXT, la asociación de Dillinger con Jordan terminó oficialmente.
En el episodio del 12 de agosto de WWE NXT, Dillinger debutó con un nuevo Gimmick como el "Perfect 10", y derrotó a Salomón Crowe. En NXT TakeOver: Brooklyn, Dillinger se enfrentó a los debutantes Apolo Crews perdiendo. En el episodio del 27 de abril de 2016 de WWE NXT, derrotó a Buddy Murphy. Fue programado para hacer frente al debutante Andrade “Cien” Almas en NXT TakeOver: The End, donde Dillinger fue derrotado, aunque recibió elogios por su desempeño.
En el episodio del 28 de septiembre de WWE NXT, después de derrotar Angelo Dawkins, Dillinger fue abordado por Bobby Roode, quien propuso a los dos para formar equipo para el Dusty Rhodes Tag Team Classic, Dillinger aceptó. La semana siguiente, Dillinger y Roode se enfrentaron a SAnitY, perdiendo el equipo de Dillinger y Roode en la primera ronda. La semana siguiente el 19 de octubre, Dillinger llamó Roode para un combate en NXT TakeOver: Toronto, el cual Roode ganaría. En el episodio del 14 de diciembre de NXT, Dillinger derrotó a Eric Young por descalificación, clasificando al Fatal 4-Way para definir a un retador # 1 al campeonato de NXT. Dillinger perdió ante Young en un combate individual en NXT TakeOver: San Antonio. 

#### SmackDown (2017–2019)
En Royal Rumble, tuvo una aparición especial dentro del Royal Rumble Match, entrando irónicamente como el #10 y siendo eliminado por Braun Strowman. El 4 de abril en SmackDown, hizo su debut oficial en el Main Roster derrotando a Curt Hawkins. Dillinger comenzaría un pequeño feudo con Aiden English, derrotándole dos veces en SmakDown y en un combate en Backlash. 
El 4 de julio, participó en un battle royal por ser el contendiente #1 al Campeonato de los Estados Unidos, durando entre los tres últimos y siendo eliminado por Sami Zayn. En Battleground fue derrotado por Aiden English. El 30 de agosto, se enfrentó a AJ Styles por el Campeonato de los Estados Unidos, pero fue derrotado. En el episodio del 12 de septiembre en SmackDown, tuvo otra oportunidad por el título contra Styles, siendo nuevamente derrotado. Después de intercambiar victorias con Baron Corbin en luchas individuales, ambos se enfrentaron a AJ Styles en Hell in a Cell por el Campeonato de los Estados Unidos, siendo Corbin el ganador. El 26 de diciembre participó en un torneo por el vacante Campeonato de los Estados Unidos, pero fue derrotado en la primera ronda por Jinder Mahal.
Se anunció para participar en el Royal Rumble, pero al sonar su música en el número 10, fue atacado por Kevin Owens y Sami Zayn y este último entró en su lugar. Dos días después, el 30 de enero de 2018, estaba reclamándole a Shane McMahon que Daniel Bryan le daba muchas oportunidades a Sami Zayn y Kevin Owens, hasta que apareció Baron Corbin para reclamar por lo mismo, y llamó a Dillinger perdedor. Dillinger se burló de su fallido canje del Money in the Bank, y Shane pactó una lucha entre ellos esa misma noche, lucha en la que Corbin derrotó a Tye. En Fastlane hizo equipo con Fandango y Tyler Breeze derrotando a Chad Gable, Shelton Benjamin y Mojo Rawley. En WrestleMania 34 participó en el André the Giant Memorial Battle Royal, pero fue eliminado por Matt Hardy. El 27 de abril en Greatest Royal Rumble, participó en la mayor batalle real de 50 hombres entrando como número #42, pero fue eliminado por Braun Strowman. 
Tras esto, tuvo varios segmentos cómicos junto a R-Truth en el backstage. Dillinger fue sacado de los shows televisados por un tiempo después de sufrir una lesión contra Shelton Benjamin el 13 de agosto en un evento en vivo. Regreso el 25 de septiembre enfrentándose a Shinsuke Nakamura por el Campeonato de los Estados Unidos, pero fue atacado por Randy Orton, empezando así una rivalidad que no duraría mucho tras una pequeña lesión en octubre que lo saco de acción.
Hizo su regreso a la acción el 9 de febrero de 2019 en un evento en vivo, siendo derrotado por Shelton Benjamin. Finalmente, el 19 de febrero pidió su liberación de WWE, misma que le fue concedida tres días después.

### Circuito independiente (2019)
Después de su salida de WWE, Dillinger volvió a usar el nombre de Shawn Spears, una vez más. El 1 de marzo de 2019, anunció en Twitter que aceptará reservas en el circuito independiente a partir del 31 de mayo.

### All Elite Wrestling (2019–2023)
Durante el evento pago por visión de AEW Double or Nothing, Spears participó en la 21-Man Casino Battle Royale, para ser el retador n.º 1 al AEW World Championship, en la cual fue eliminado por Dustin Thomas.
El 13 de julio, Spears apareció en el evento de Fight for the Fallen haciendo equipo con MJF y Sammy Guevara quienes derrotaron a Darby Allin, Jimmy Havoc & Joey Janela.
En All Out el 31 de agosto, Spears se enfrentó sin éxito a Cody en un combate individual. Dirigiendo a All Out, Spears se alineó con Tully Blanchard, quien comenzó a actuar como su manager. Spears entonces comenzaría una pelea con Joey Janela, después de que Janela le faltara el respeto a Blanchard. En Full Gear el 9 de noviembre, Spears derrotó a Janela. En febrero de 2020, Blanchard y Spears comenzaron una campaña para reclutar un nuevo socio de equipo para Spears. Sin embargo, el ángulo pronto se redujo debido a la pandemia de COVID-19. Poco después, Spears fue utilizado principalmente en un papel cómico mientras se burlaba de Dustin Rhodes y la familia Rhodes en un segmento de parodia de informes de noticias y desafió a Dustin Rhodes a un combate en Double or Nothing. En Double or Nothing, a Spears le arrancaron la ropa y fue derrotado por Dustin Rhodes. El 3 de junio en Dynamite, Blanchard regresó y reprendió a Spears por hacer una broma de sí mismo en Double or Nothing. Luego le presentó un guante negro, similar al que usan Blackjack Mulligan y Ted DiBiase, que se puede cargar ilegalmente con una babosa de metal. Spears hizo su regreso al ring en la edición del 16 de junio de Dark vistiendo el guante negro, anotando una victoria por sumisión sobre Lee Johnson después de aplicar el Sharpshooter a Johnson. A lo largo de los meses, Spears ha logrado victorias sobre varios competidores, luego los noqueó con su guante negro cargado. Más tarde se deshizo del guante después de una entrevista con el comentarista de AEW Tony Schiavone.
Después del episodio del 23 de diciembre en Dynamite, el perfil AEW de Spears fue eliminado del sitio web de la compañía. A pesar de esto, Spears estuvo presente en el escenario para el saludo de diez campanas durante el evento Brodie Lee Celebration of Life. Hizo su regreso el 3 de marzo, reuniéndose con Blanchard y FTR ayudándolos a derrotar a Jurassic Express. El 10 de marzo, Spears, Blanchard y FTR se unieron a una facción liderada por MJF, más tarde conocida como The Pinnacle.
Spears regresaría en el episodio del 12 de octubre de Dynamite en Toronto como rostro, volviendo a su truco 'Perfect 10' de la WWE. En All Out en Zero Hour de 2023, participó en la Over The Budget Battle Royal. Fue eliminado por el Abierto de Australia. El 23 de diciembre, Spears anunciaría su salida de AEW para mediados del 2024.

### Segundo regreso a WWE (2024–presente)
Spears hizo su regreso inesperado a WWE en el episodio de NXT del 27 de febrero, atacando a Ridge Holland con una silla. En el Pre-Show de NXT Stand & Deliver, fue derrotado por Joe Gacy. En el episodio de NXT del 11 de junio, derrotó a Je'Von Evans, la siguiente semana en NXT, participó en el 25-Man Battle Royal, sin embargo fue el último eliminado por Je'Von Evans, aunque más tarde esa misma noche, atacó a Evans después de su combate contra Ethan Page pero fue detenido por Trick Williams, quedando los 4 tirados en el ring.
En el episodio de NXT del 4 de marzo del 2025, Spears derrotó a Tony D'Angelo ganando el NXT North American Championship, luego de la interferencia del stable de Spears a favor de éste, como resultado Spears ganó su primer título en WWE desde su primera contratación en 2006.

## Vida personal
El 24 de agosto de 2019 contrajo matrimonio con la también luchadora Cassie McIntosh. El 3 de agosto de 2022 anunciaron que estaban esperando su primer hijo. El 17 de enero del 2023, dieron la bienvenida a su hijo, Austin Jay Arneill. y el 24 de diciembre del 2023, anunciaron que están esperando su segundo hijo.

## Campeonatos y logros
- Adrenaline Live Wrestling

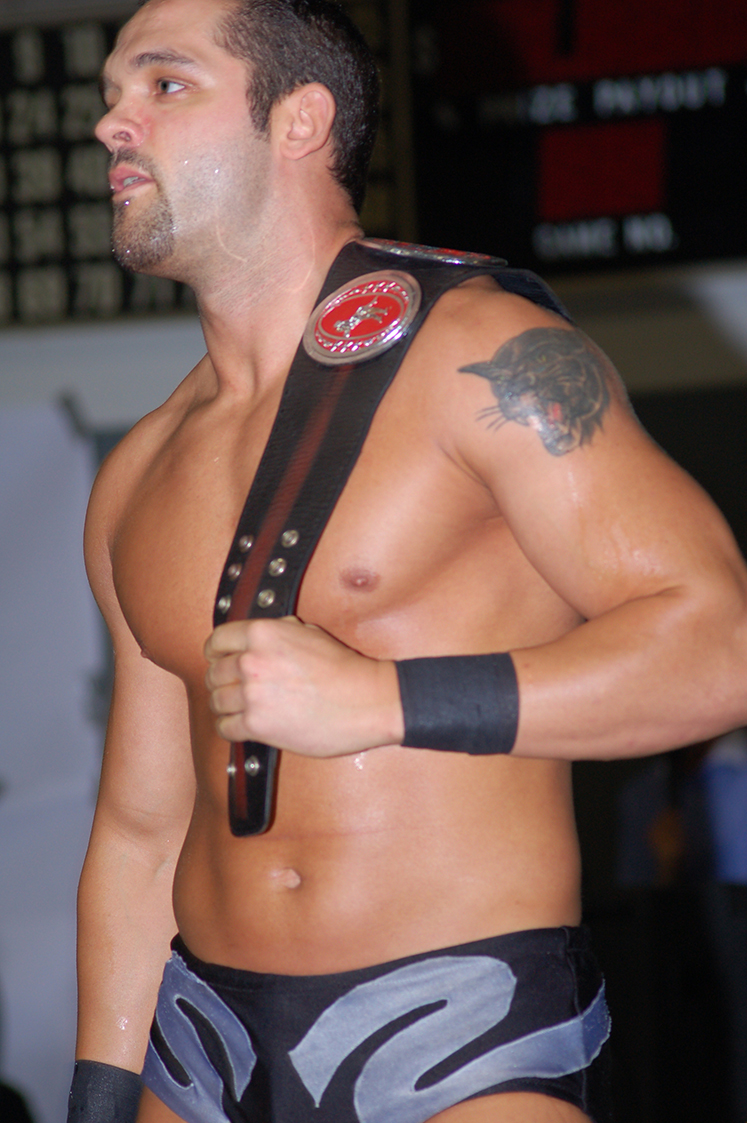
Dillinger en 2007.

  - ALW Georgian Bay Heavyweight Championship (1 vez)
- Canadian Independent Wrestling Alliance
  - CIWA Heavyweight Championship (1 vez)
- Florida Championship Wrestling
  - FCW Florida Tag Team Championship (1 vez) - con Nic Nemeth
- Great Lakes Championship Wrestling
  - GLCW Tag Team Championship (1 vez) - con Flex Falcone
- Neo Spirit Pro Wrestling
  - NSPW Tag Team Championship (1 vez) - con J.T. Playa
- Ohio Valley Wrestling
  - OVW Southern Tag Team Championship (3 veces) - con Cody Runnels (2) y Colt Cabana (1)
  - OVW Television Championship (3 veces)
- Pure Wrestling Association
  - PWA Pure Wrestling Championship (1 vez)
- World Wrestling Council
  - WWC Tag Team Championship (1 vez) - con Idol Stevens
- WWE
  - NXT North American Championship (1 vez)

- Pro Wrestling Illustrated
  - Situado en el Nº160 en los PWI 500 de 2007[11]
  - Situado en el Nº171 en los PWI 500 de 2008[12]
  - Situado en el Nº200 en los PWI 500 de 2009[13]
  - Situado en el Nº221 en los PWI 500 de 2010[14]
  - Situado en el Nº269 en los PWI 500 de 2011[15]
  - Situado en el Nº180 en los PWI 500 de 2012[16]
  - Situado en el Nº202 en los PWI 500 de 2013[17]
  - Situado en el Nº272 en los PWI 500 de 2014[18]
  - Situado en el Nº328 en los PWI 500 de 2015[19]
  - Situado en el Nº206 en los PWI 500 de 2016[20]
  - Situado en el N°114 en los PWI 500 de 2017
  - Situado en el N°149 en los PWI 500 de 2018
  - Situado en el N°233 en los PWI 500 de 2019
  - Situado en el N°144 en los PWI 500 de 2020
  - Situado en el N°270 en los PWI 500 de 2021